# 台湾松萝藓
台湾松萝藓（学名：Papillaria torquata）为蔓藓科松萝藓属下的一个种。